# ALH 84001
El meteorit ALH 84001 (Allan Hills 84001, Allan Hills 1984 #001) és un meteorit trobat a la zona de l'Antàrtida coneguda com a Allan Hills, el desembre de 1984 per un grup de científics nord-americans del projecte ANSMET. És una roca d'1,93 kg de pes, que, amb gairebé tota probabilitat, es va originar al planeta Mart. L'any 1996 s'hi van descobrir certes estructures minerals i compostos químics de possible origen orgànic que, juntament amb uns suposats nanofòssils, tot plegat va fer que durant un temps es considerés gairebé una evidència de l'existència de vida extraterrestre. Actualment hi ha més controvèrsia sobre l'origen dels compostos, i es creu que els nanofòssils no són tals.

## Història
ALH 84001 és una de les roques més antigues del sistema solar, havent cristal·litzat a partir de roca fosa fa 4.500 milions d'anys. Fa 3.600 milions d'anys es trobava a la superfície de Mart i allà va rebre l'impacte d'un o més meteorits que la van fracturar. Un altre impacte ocorregut fa 15 milions d'anys la va projectar cap a l'espai on va romandre en òrbita al voltant del Sol fins que fa 13.000 anys va caure a la Terra. Aquestes dates van ser establertes per diverses tècniques de datació radiomètrica, incloent samari-neodimi (Sm-Nd), rubidi-estronci (Rb-Sr), potassi-argó (K-Ar) i carboni-14.

## Possibles formes de vida

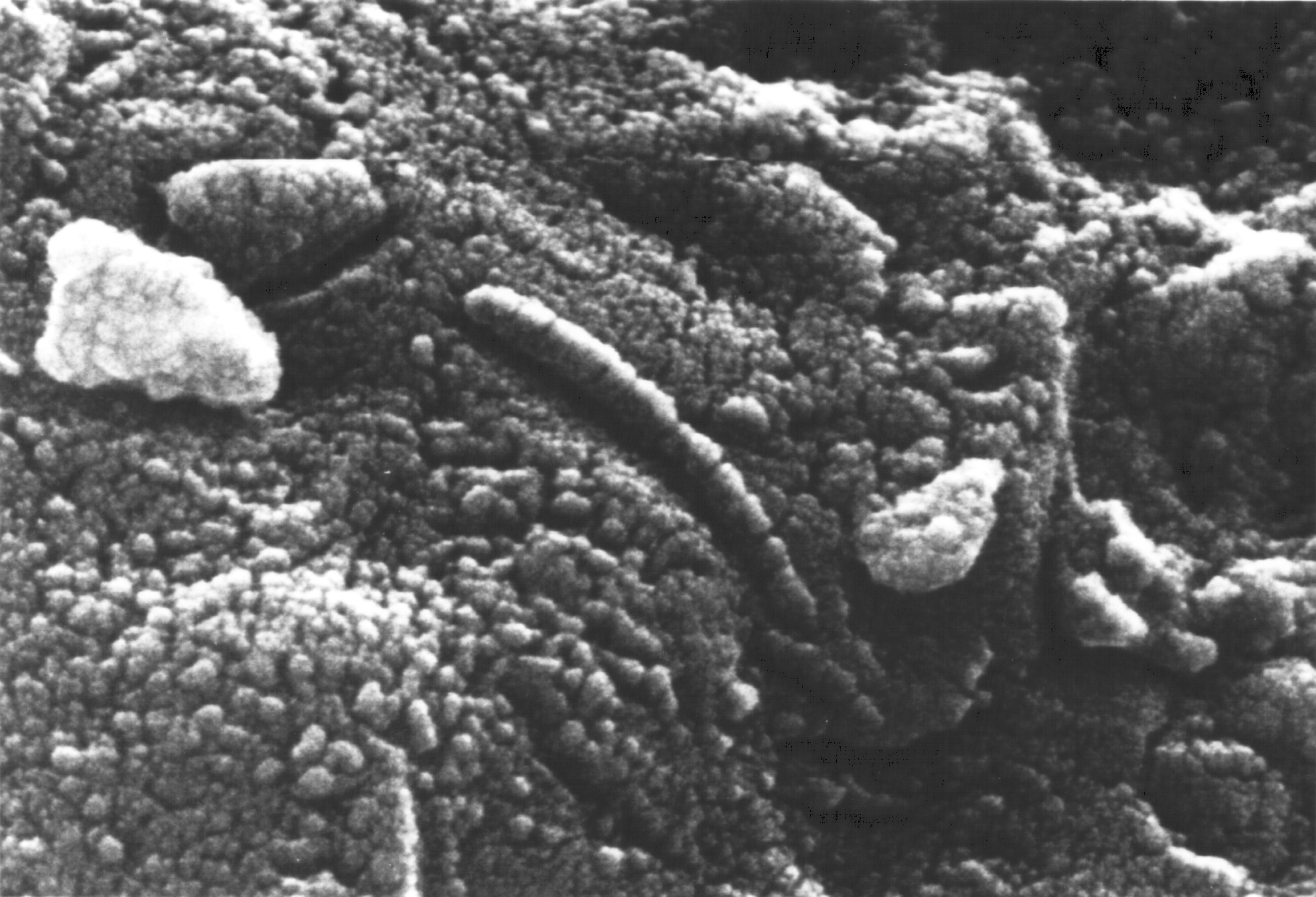
El microscopi electrònic va revelar estructures en forma de cadena en el fragment de meteorit ALH 84001.

L'any 1996, es va analitzar el meteorit utilitzant diverses tècniques, i es van obtenir quatre tipus d'indici que suggerien la presència d'una possible activitat biològica mentre va formar part de la roca marciana:
Primer indici: dintre de les fractures que existeixen al meteorit es van trobar uns glòbuls de carbonats d'entre 1 i 250 micròmetres de diàmetre, l'edat dels quals ha estat estimada per tècniques de datació radiomètrica en uns 3.600 milions d'anys, és a dir, la mateixa que les fractures més recents del meteorit. L'anàlisi de la composició isotòpica de l'oxigen associat als carbonats d'ALH 48001 indicaven que el glòbuls es van formar a una temperatura d'entre 0° i 80 °C, la qual cosa suggereix que l'origen dels glòbuls va ser la precipitació dels carbonats dissolts a aigua líquida que va circular per entre les escletxes de la roca originària. A més, la proporció de l'isòtop del carboni 13C que forma part dels carbonats és superior a la que s'esperaria de qualsevol procés químic inorgànic. És ben conegut que els processos biogènics terrestres generen altes proporcions d'aquest isòtop.
Segon indici: Utilitzant tècniques d'espectrometria làser, s'ha revelat que en el meteorit ALH 84001 abunden els hidrocarburs aromàtics policíclics (abreujadament, HAP), molècules orgàniques que a la Terra són majoritàriament producte de degradació de matèria orgànica. Els investigadors van realitzar controls de comparació amb altres meteorits trobats a l'Antàrtida (del tipus de còndrits carbonacis i meteorits petris) i controls del transport i manipulació al laboratori per descartar que l'origen dels HAP d'ALH 84001 fos a causa de contaminació d'origen terrestre. A més, es va veure que la concentració de HAP s'incrementava cap a l'interior d'ALH84001, indicant que els HAP no provenien d'una contaminació externa, sinó que tenien un origen intern i no terrestre.
Tercer indici: Els glòbuls de carbonat es van examinar amb tècniques de microsonda electrònica per revelar la seva estructura interna, esbrinant que tenen un nucli és ric en calci i manganès, envoltat per bandes alternades riques en ferro i magnesi. Cap a les vores del glòbul apareixien unes capes concèntriques molt fines riques en ferro, sofre i magnesi, en forma de magnetita i pirrotita. També s'hi trobaven acúmuls de magnetita i pirrotita prop del nucli del glòbul i associat als carbonats, de manera que s'evidencia que el carbonat ha estat parcialment dissolt per permetre la deposició dels acúmuls esmentats. La presència d'aquesta formació és fàcilment explicable per intervenció de processos biològics, i és conegut que molts bacteris poden coprecipitar magnetita i sulfurs de ferro amb funció de biomagnetisme.
Quart indici: Amb un microscopi electrònic d'escombratge es va descobrir la presència d'estructures en forma de cuc, fossilitzades en la roca de l'ALH 84001. Durant un temps es va considerar que aquestes estructures eren les restes, en forma de fòssils, de formes de vida bacterianes. Tenen una mida d'entre 20 i 100 nanòmetres de diàmetre, una mida similar als hipotètics nanobacteris, però més petites que qualsevol forma de vida terrestre descoberta. Si les estructures fossin realment formes de vida fossilitzades, serien la primera prova de l'existència de vida extraterrestre.
Aquest descobriment es va publicar a la revista Science en un article escrit pel Dr. David McKay de la NASA. Quan el descobriment va ser anunciat, va provocar un rebombori considerable i va despertar l'interès en l'exploració marciana. Molts van conjecturar immediatament que els fòssils eren la primera evidència de vida extraterrestre - sent notícia de portada en tot el món i fins i tot fent que l'aleshores president dels Estats Units Bill Clinton donés un anunci televisat formal per a senyalar l'esdeveniment.
Actualment hi ha altres explicacions alternatives que postularien un origen inorgànic dels indicis esmentats, i a més, la majoria d'experts estan d'acord que els nanofòssils no són indicatius de vida, sinó contaminació per biofilms d'origen terrestre, tot i que encara no s'ha demostrat de manera concloent com es van formar.

## Origen a Mart
Estudis recents sobre l'ALH 84001 han demostrat que tot i que les possibilitats són baixes, roques marcianes com ALH 84001 poden realment haver transportat vida marciana a la Terra. En menys d'un any, 1 de cada 10 milions de meteorits de Mart arriba a la Terra, i unes 10 roques que pesen més de 100 grams fan el viatge en 2 o 3 anys. Espores bacterianes i organismes que viuen a les roques poden sobreviure a l'espai durant 5 anys, implicant que la transferència de vida marciana al nostre planeta és perfectament possible.
El setembre del 2005, Vicky Hamilton de la Universitat de Hawaii a Manoa va presentar una anàlisi sobre l'origen de ALH 84001 utilitzant dades de les sondes espacials en òrbita marciana Mars Global Surveyor i Mars Odissey. Segons aquesta anàlisi, Eos Chasma, al canyó Valles Marineris, sembla el lloc d'origen del meteorit. L'anàlisi no és concloent, en part perquè estava limitat a regions de Mart no ocultes per la pols.